# Cork Bohemians FC
Cork Bohemians was een Ierse voetbalclub uit Cork, de 2de grootste stad van Ierland. 
De club werd in de jaren 20 opgericht en werd in 1932 toegelaten tot de 1ste klasse. De club had al vanaf de start financiële problemen wat niet zo zelden was in Ierland, 1/5 van de inkomsten van wedstrijden moest immers aan de belastingen betaald worden. In het eerste seizoen werd de club 7de en in het 2de 10de. Daarna trok de club zich terug. 